# العلاج (فلم 1917)
العلاج (بالإنجليزية: The Cure)، يعرف أيضا باسم (تشارلي يعالج)، وهو فيلم كوميدي أمريكي صامت من عام 1917 بطولة تشارلي تشابلن تم إنتاجه في شركة موتوال فيلم.

## القصة
يعالج الفيلم مشكلة إدمان الخمر وعندما يذهب تشابلن للمصحه للإقلاع عن الشرب يصطحب معه حقيبه كبيرة مليئه بزجاجات الويسكي لتعينه على الفترة التي سيقضيها بالمصحة، لكنه يتعافى في النهاية. يسخر الفيلم من أساليب العلاج المستخدمة في علاج الإدمان.

## طاقم التمثيل
- تشارلي تشابلن - سكران
- إدنا بيرفيانس - الفتاة
- اريك كامبل - الرجل بالنقرس
- هنري بيرغمان - مدلك
- جون راند - خادم المصحة
- جيمس كيلي - خادم المصحة
- ألبرت أوستن - خادم المصحة
- فرانك كولمان - رئيس المصحة

## وصلات خارجية
- الفيلم القصير The Cure متوفر للتحميل من موقع أرشيف الإنترنت [المزيد]
- العلاج على موقع IMDb (الإنجليزية)
- العلاج على موقع روتن توميتوز (الإنجليزية)
- العلاج على موقع ألو سيني (الفرنسية)
- العلاج على موقع أول موفي (الإنجليزية)
- العلاج على موقع فيلمافينيتي (الإسبانية)
- العلاج على موقع قاعدة بيانات الأفلام السويدية (السويدية)
- العلاج على موقع قاعدة بيانات الفيلم (الإنجليزية)
- العلاج على موقع ليتربوكسد (الإنجليزية)
- العلاج على موقع كينوبويسك (الروسية)